# 5-а СС танкова дивизия Викинг
5-а СС танкова дивизия „Викинг“ (на немски: 5. SS-Panzer-Division „Wiking“) или дивизия СС „Викинг“ е военно формирование на Вафен-СС. В нейния състав влизат доброволци от Нидерландия, Белгия и скандинавските страни.

## История
Планирано е дивизията да се състои от полковете „Нордланд“, „Вестланд“ и „Германия“ и да носи името на последния полк. Дивизията обаче, формирана на 20 ноември 1940 година само от СС полковете „Нордланд“ и „Вестланд“, е наименувана „Викинг“.
Първи командир на дивизията става обергрупенфюрер от СС Феликс Щайнер. Служи отдавна в райхсвера и принадлежи към онези немного на брой, обучени „настоящи“ военни, на които може да се опре Вафен-СС при създаването и организацията на дивизиите. За кратко в състава на дивизията като дивизионен лекар служи прословутият Йозеф Менгеле.
В дивизия „Викинг“ воюват чуждестранни доброволци, с произход от „расово приемливи народи“ (на нацистки жаргон) – фламандци, нидерландци, валонци, датчани, норвежци и финландци. „Викинг“ е първото формирование на Вафен-СС, включващо в състава си чужденци. Те съставляват 10 % от личния състав на дивизията (1000 от общо 11 000 души).
По време на нашествието в СССР дивизията действа на южния участък от Източния фронт: в районите на Тернопол, Житомир, Черкаск, Сталино. Води отбранителни боеве по течението на река Дон от края на 1941 до пролетта на 1942 година. През лятото на 1942 година воюва в Кавказ, от началото на 1943 година – в района на Ростов. От март до септември 1943 година воюва в Украйна, участва в боевете за Харков.
Дълго време „Викинг“ е танково-гренадирска дивизия, но през октомври 1943 година е преобразувана в СС танкова дивизия. Попадайки в обкръжение при Черкаск, губи почти половината от личния си състав. След доокомплектоване воюва на територията на Полша, а в края на 1944 година е изпратена в Унгария, където участва в боевете за Будапеща.
Бойният път на дивизията завършва на 5 май 1945 година. За времето на съществуването на дивизията с Железен кръст – трета степен, са наградени 55 военнослужещи.
Боен състав към юни 1944 г.:
- 5-и СС танков полк
- 9-и гренадирски полк СС „Германия“
- 10-и СС гренадирски полк СС „Вестланд“
- 5-и СС полк самоходна артилерия
- 5-и танково-разузнавателен батальон
- 5-и СС дивизион полева артилерия
- 5-и СС зенитно-артилерийски дивизион
- 5-и СС дивизион реактивна артилерия
- СС изтребително-противотанков батальон
- СС свързочен батальон